# Монпардьяк
Монпардья́к (фр. Monpardiac) — коммуна во Франции, находится в регионе Юг — Пиренеи. Департамент — Жер. Входит в состав кантона Марсьяк. Округ коммуны — Миранд.
Код INSEE коммуны — 32275.

## География
Коммуна расположена приблизительно в 630 км к югу от Парижа, в 100 км западнее Тулузы, в 35 км к юго-западу от Оша.

## Климат
Климат умеренно-океанический. Лето жаркое и немного дождливое, температура часто превышает 35 °С. Зимой часто бывает отрицательная температура и ночные заморозки. Годовое количество осадков — 700—900 мм.

## Население
Население коммуны на 2010 год составляло 43 человека.
| 1962 | 1968 | 1975 | 1982 | 1990 | 1999 | 2010 |
| ---- | ---- | ---- | ---- | ---- | ---- | ---- |
| 70   | 60   | 51   | 43   | 39   | 35   | 43   |

## Администрация
| Период | Период | Фамилия      | Партия | Примечания |
| ------ | ------ | ------------ | ------ | ---------- |
| 2001   | 2014   | Реймон Нойан |        |            |
| 2014   | 2020   | Серж Нойан   |        |            |

## Экономика
В 2010 году среди 20 человек трудоспособного возраста (15-64 лет) 15 были экономически активными, 5 — неактивными (показатель активности — 75,0 %, в 1999 году было 66,7 %). Из 15 активных жителей работали 14 человек (7 мужчин и 7 женщин), безработным был 1 мужчина. Среди 5 неактивных 4 человека были учениками или студентами, 1 — пенсионером, 0 были неактивными по другим причинам.

## Достопримечательности
- Замок Бо-де-Пейан
- Водохранилище Карбурньё

## Фотогалерея

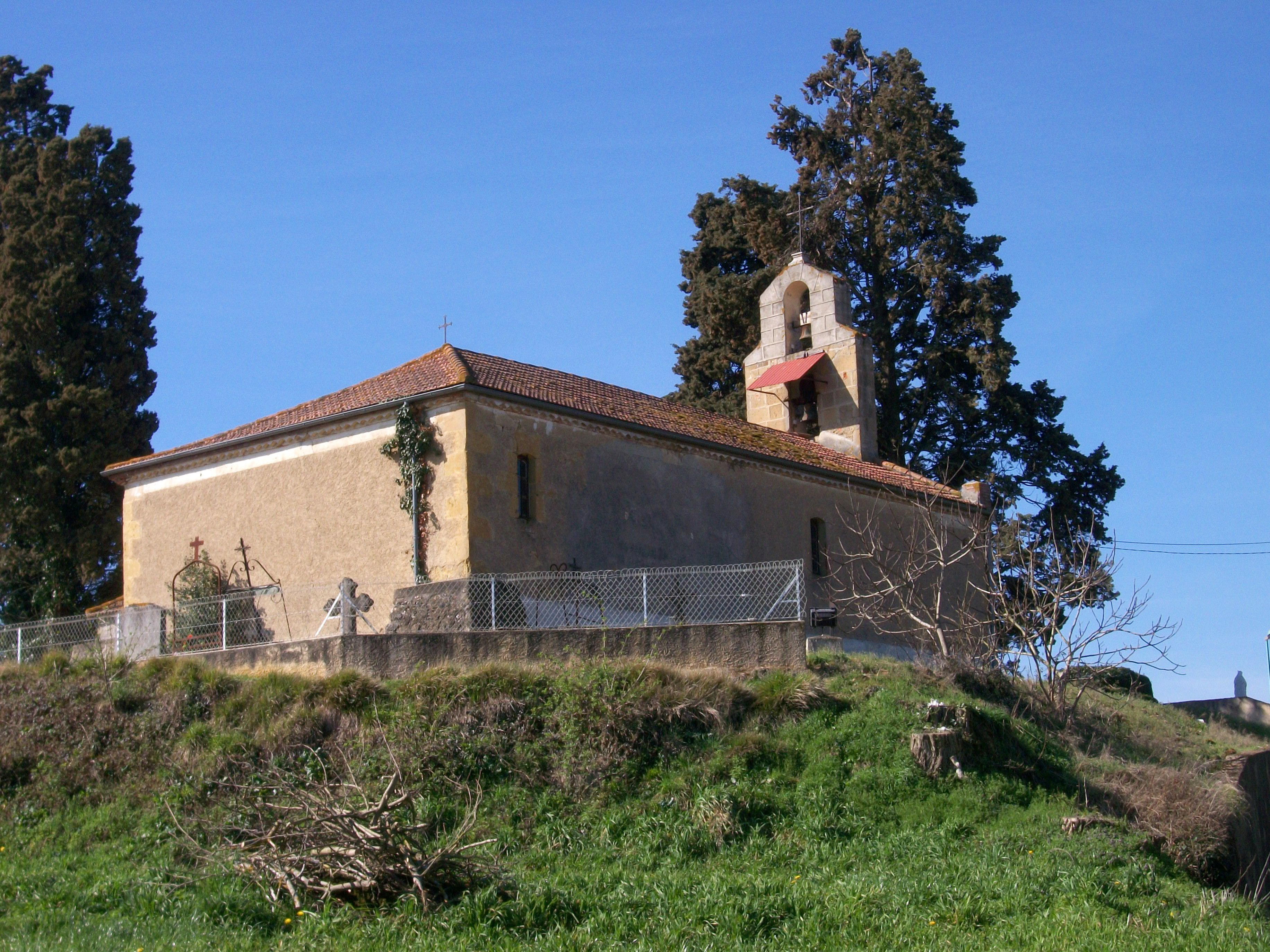
Церковь
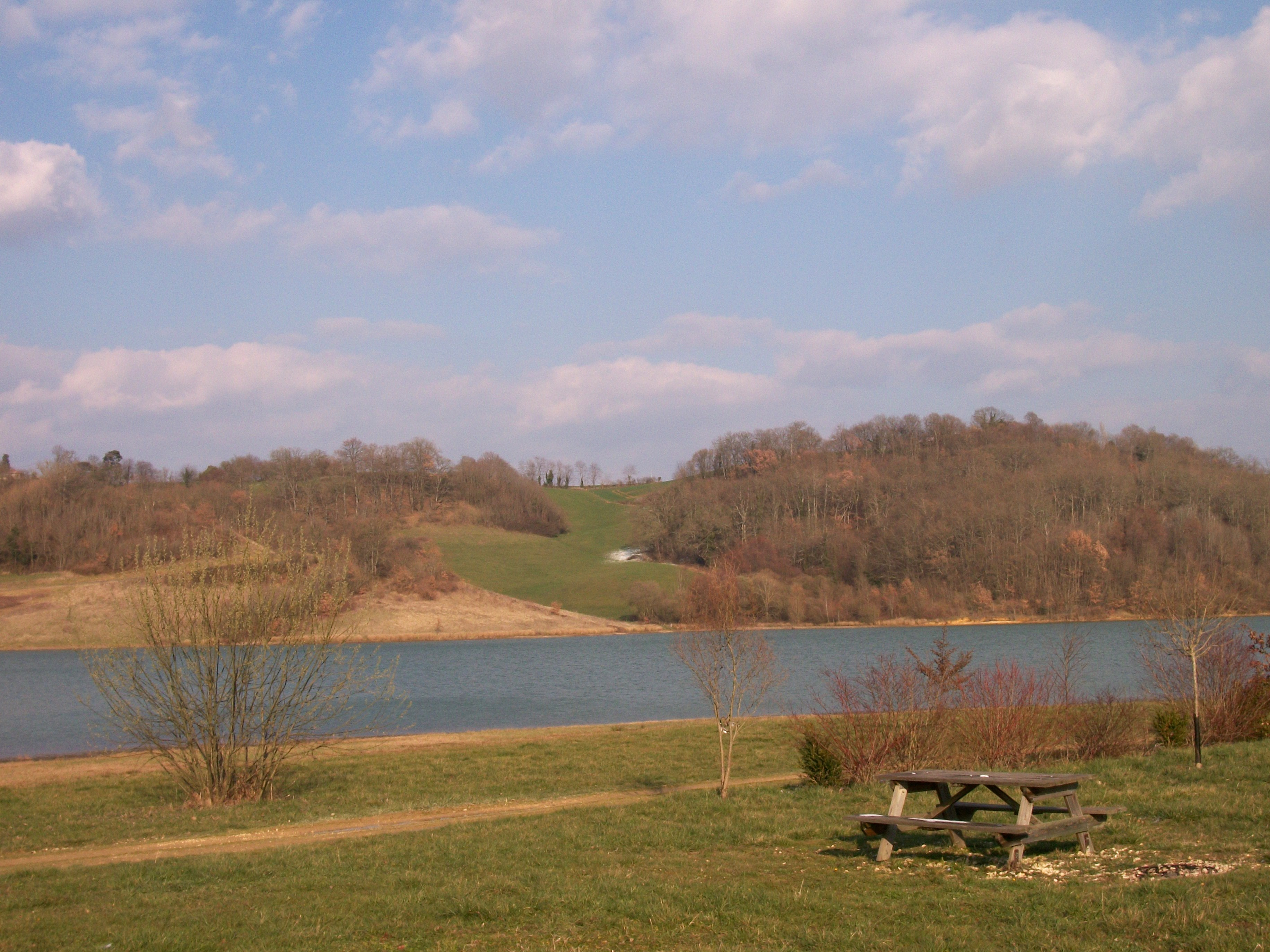
Водохранилище Карбурньё
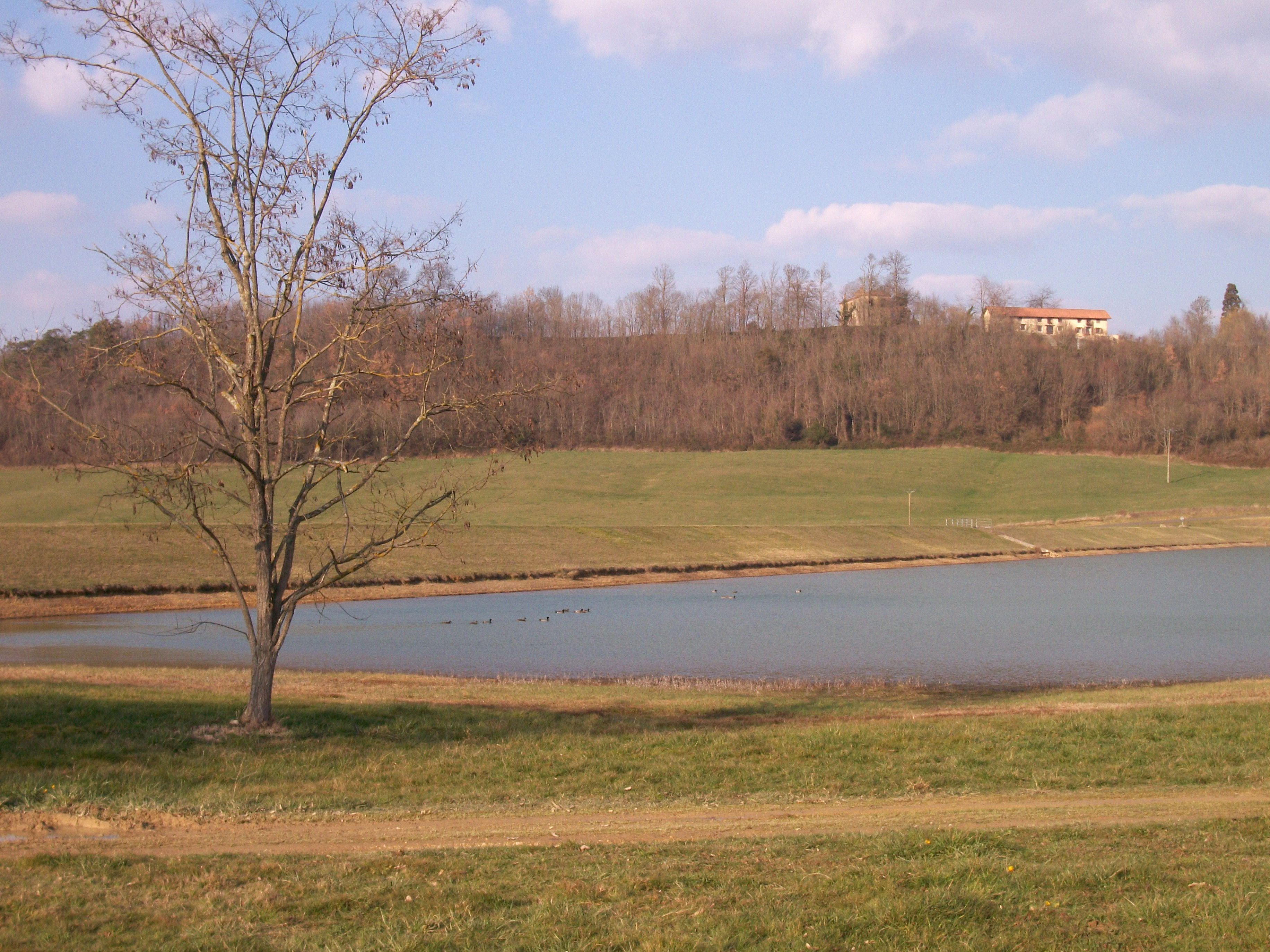
Водохранилище Карбурньё
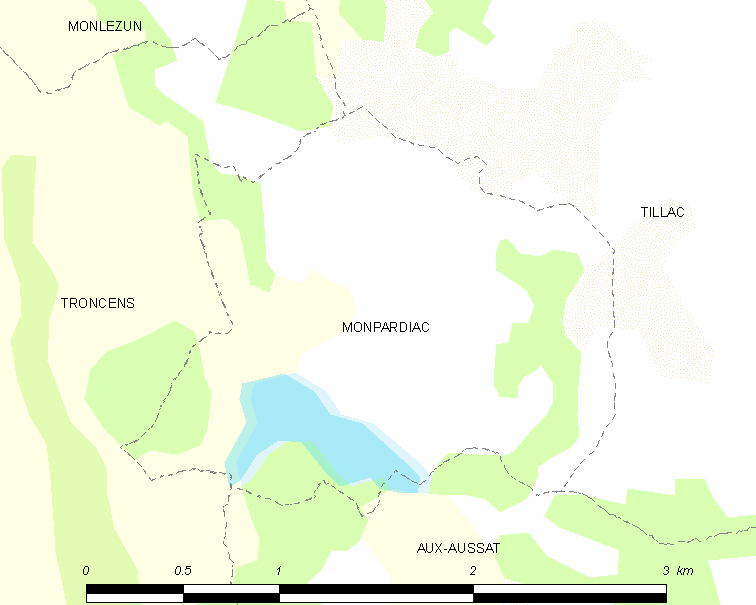
Карта коммуны